# WTA de Parma
O WTA de Parma – ou Parma Ladies Open, na última edição – foi um torneio de tênis profissional feminino, de categoria WTA 250.
Realizado em Parma, no norte da Itália, estreou em 2021 e durou duas edições, não retornando em 2023. Os jogos eram disputados em quadras de saibro durante o mês de setembro.

## Finais

### Simples
| Ano  | Campeã       | Vice-campeã   | Resultado |
| ---- | ------------ | ------------- | --------- |
| 2022 | Mayar Sherif | Maria Sakkari | 7–5, 6–3  |
| 2021 | Cori Gauff   | Wang Qiang    | 6–1, 6–3  |

### Duplas
| Ano  | Campeãs                              | Vice-campeãs                | Resultado        |
| ---- | ------------------------------------ | --------------------------- | ---------------- |
| 2022 | Anastasia Dețiuc Miriam Kolodziejová | Arantxa Rus Tamara Zidanšek | 1–6, 6–3, [10–8] |
| 2021 | Cori Gauff Catherine McNally         | Darija Jurak Andreja Klepač | 6–3, 6–2         |